# Фэйст, Раймонд
Раймонд Элиас Фэйст, Раймонд Фейст (англ. Raymond E. Feist; р. 23 декабря 1945, Лос-Анджелес, Калифорния, США) — американский писатель-фантаст. Проживает в Сан-Диего с женой и детьми.

## Биография
Раймонд Гонсалес родился и вырос в южной Калифорнии. Фамилию Фэйст он получил от приёмного отца, кинорежиссёра Феликса Э. Файста. Окончил с отличием Калифорнийский университет в Сан-Диего, бакалавр в области техники связи. В 1982 году дебютировал в литературе дилогией «Чародей» (англ. Magician) в жанре фэнтези, ставшей началом обширного сериала «Война Врат» (англ. Riftwar, от геологического термина рифт, то есть «разрыв») о мире Мидкемии. Одно только английское издание романа было продано тиражом свыше одного миллиона экземпляров.
Его книги были переведены на многие иностранные языки, а общий тираж превысил 15 миллионов экземпляров..

## Серии
1. Война Врат — первыми и наиболее известными произведениями Раймонда были две дилогии о мире Мидкемии. Этот мир был придуман Фэйстом для ролевых игр со своими друзьями по институту в 70-е. Первые две книги описывают приключения юноши по имени Паг, который попал в плен к пришельцам из параллельного мира Келеван и стал могущественным волшебником. Следующие две книги рассказывают о борьбе его друга принца Аруты с предводителем тёмных эльфов.
  1. Чародей (Magician, 1982) — издавался разделённым на два тома
    1. Ученик Чародея (Magician:Apprentice, 1982; Др. название на рус. яз. «Врата войны»,)
    2. Мастер-Чародей (Magician:Master, 1982, также как «Доспехи дракона»)

  2. Тёрн Серебристый (Silverthorn, 1985; в России издавалась как «Долина Тьмы»)
  3. Тьма над Сетаноном (Darkness at Sethanon, 1986; в России издавалась как «Ночные Ястребы»)
2. Крондор — действие серии о городе Крондор продолжает рассказ о борьбе с гильдией убийц под названием «Ночные Ястребы». Ещё до выхода книг, эта история была рассказана в ролевых играх Betrayal at Krondor и Return to Krondor.
  1. Предательство в Крондоре (Krondor: the Betrayal, 1998)
  2. Убийцы Крондора (Krondor: the Assassins, 1999)
  3. Слеза Богов Крондора (Krondor: Tear of the Gods, 2000)
3. Сыны Крондора — цикл, рассказывающий о братьях Боуррике, Эрланде и Николасе, детях принца Аруты, главного героя прежних книг.
  1. Принц Крови (Prince of the Blood, 1989)
  2. Королевский Пират (the King’s Buccaneer, 1991; издавался также как Золотой дракон)
4. Имперская трилогия — трилогия в соавторстве с Д.Вуртц, действие которой происходит в Келеване и рассказывает историю Войны Врат с другой стороны. Главной героиней является Мара из народа цурани, после гибели всех мужчин своего рода в Войне Врат, вынужденная взять власть в поместье в свои руки и попавшая в водоворот интриг. (На русском языке выходила, разделенная на два дополнительных тома)
  1. Дочь Империи (Daughter of the Empire, 1987)
  2. Слуга Империи (Servant of the Empire, 1990)
    1. Пленник Империи
    2. Слуга Империи

  3. Госпожа Империи (Хозяйка империи) (Mistress of the Empire, 1992)
    1. Воин Империи
    2. Госпожа Империи
5. Легенды Войны Врат — серия рассказывает о различных событиях в период Войны Врат. Написаны в соавторстве
  1. Славный Противник (Honoured Enemy, 2001)
  2. Убийство в Ламуте (Murder in LaMut, 2002)
  3. Джимми Рука (Jimmy the Hand, 2003)
6. Война Змей
  1. Тень Темной Королевы (Shadow of a Dark Queen, 1994, также выходил как Королева мрака)
  2. Восход Князя Торговцев (Rise of a Merchant Prince, 1995, также как Восход короля торговцев)
  3. Гнев Короля Демонов (Rage of a Demon King, 1997)
  4. Осколки Короны (Shards of a Broken Crown, 1998)
7. Конклав теней (Логово теней)
  1. Коготь Серебряного Сокола (Talon of the Silver Hawk, 2002)
  2. Король Лис (King of Foxes, 2003)
  3. Возвращение Изгнанника (Exile’s Return, 2004)
8. Darkwar Saga
  1. Flight of the Nighthawks (2005)
  2. Into a Dark Realm (2006)
  3. Wrath of a Mad God (2008)
9. Demonwar Saga
  1. Rides a Dread Legion (2009)
  2. At The Gates of Darkness (2010)
10. Chaoswar Saga
  1. A Kingdom Besieged (not yet released, they may just be working titles and subject to change, or titles of books proposed for the future)
  2. A Crown Imperiled (not yet released, they may just be working titles and subject to change, or titles of books proposed for the future)
  3. Magicians End (not yet released, they may just be working titles and subject to change, or titles of books proposed for the future)
11. Рассказы:
  1. Дровяной мальчик (The Wood Boy, 1998)
  2. Гонец (The Messenger, 2003)